# Фиденца
Фиденца (итал. Fidenza) — город-герой в Италии, располагается в регионе Эмилия-Романья, подчиняется административному центру Парма. Ранее имел название Фиденция, после распада романской империи получил название Borgo-San-Donnino (Поселок святого Домнина) (923 г). С 1092 г. до 1102 г. город являлся столицей Италии по решению Конрада (сына императора Генриха IV). Примерно с 1860 Джузеппе Верди являлся депутатом города. С 1927 г. по приказу Муссолини город получает название Фиденца.
Население составляет 26 468 человек (на 2012 г.), плотность населения составляет 278,17 чел./км². Занимает площадь 95 км². Почтовый индекс — 43036. Телефонный код — 0524.
Покровителем населённого пункта считается святой Домнин из Фиденцы. Праздник ежегодно празднуется 8 и 9 октября.

## География
Город расположен в долине реки, с юга граничит с холмами, примерно в 23 км к западу от Пармы и в 30 км к югу от реки По. К западу от города протекает Стироне, приток реки Таро. В своё время река текла в центре города, где находится Кафедральный собор Фиденцы. С востока омывается небольшой речушкой Ровакья.

## Этимология топонима
Название города происходит от латинского Фиденция (Fidentia), имя связано со словом Фидес — «доверие», fidere — «доверять». В средние века город был переименован в Borgo San Donnino — «поселок святого Домнина», в честь покровителя святого Домнина, который, согласно легенде, был обезглавлен там, примерно в 296 году. В 1927 году городу было восстановлено его первоначальное название.

## Герб
Первый герб города (примерно 1102 год) был в виде красного щита с серебряным  крестом Иоанна Крестителя. В 1221 году по решению Фридриха II в был добавлен императорский орел на золотом поле в левой половине щита. И наконец, в 1601 году, Фарнезе объявляют Фиденцу городом и над щитом появляется императорская корона.

## История
Фиденца родилась как римский лагерь в местах, где галлы Анани основали поселение, которое называлось Vicumvia («Викумвия»), вдоль улицы Via Emilia (ул. Эмилия) с именем Fidentia («Фиденция»). Благодаря своему расположению, город стал важным торговым центром в течение всего периода господства Древнего Рима. В 41 году до н. э. Юлий Цезарь наделил жителей города правами римского гражданства, дал название — Фиденция Юлия и организовал ратушу.
С падением Западной Римской империи начался тяжёлый период для города, название было изменено на Fidentiola («Фидентиола»). Сюда неоднократно вторгались варвары, в V веке город был разрушен во время сражения с Константином. После этого началась реконструкция и город получил название Borgo San Donnino (поселок святого Домнино) примерно в 923 году и назывался так на протяжении более тысячи лет, вплоть до 1927 года. Город был почти всегда главным предметом споров между Пармой и Пьяченцой, даже если Парма практически всегда имела контроль над ним. В действительности, Фиденца считалась развивающимся центром (благодаря своему стратегическому расположению на ул. Эмилия и ул. Франчиджена) и «беспокойства» имелись с той и с другой стороны.
Карл Великий был сильно предан святому Домнино и поэтому являлся одним из величайших благодетелей церквей в городе, подарив церкви свою виллу в Fornio и золотое яблоко со своего посоха. И в эти времена правления Карла Великого было найдено тело святого.
Между 1000 и 1100 Borgo San Donnino стал столицей Италии: Конрад II, сын императора Генриха IV, восстал против своего отца в союзе с Папой Григорием VII и Матильдой Тосканской, объявив Borgo San Donnino в качестве своей столицы с 1092 г. по 1102 г. С 1102 г. Borgo San Donnino получил статус муниципалитета и в 1162 году Фридрих I Барбаросса назначил вести контроль над городом феодалам Паллавичино. В 1199 году город был вновь завоеван Пармой и в 1221 году освобождён Фридрихом II, внуком Фридриха I Барбаросса.
В 1268 Borgo San Donnino был снова разрушен пармиджанами, поэтому были прекращены работы в строительстве фасада собора и больше не возобновлялись. Город был восстановлен только в 1300 году и была построена башня Сальватерра (сохранение земли), чтобы защитить город от нападений со стороны Пармы. Впоследствии город принадлежал семейству Висконти, в течение столетия (1336—1447).
После смерти Филиппо Мария Висконти, в 1447 году, город оставался свободным на один год, и потом вела контроль над ним семья Сфорца, вплоть до 1499 года. До второй половины века Borgo San Donnino являлся столицей государства Паллавичино, и в 1556 году стал принадлежать Пармскому герцогству. В этом году входит во владение Фарнезе, в 1601 году церковь Св. Donnino стала епархией и Фиденца получает статус города.
Во время господства Фарнезе, Фиденца перенесла чуму 1630 года, которая быстро распространилась в городе из-за большого количества паломников, которые прибывали ежедневно по улице Франчиджена. Но были также построены многие здания, такие как: церковь Св. Петра в 1602 году, Епископский дворец рядом с собором в 1690 году, который был разрушен во время бомбардировок 1944 года, иезуитский Колледж с церковью (1697—1711) и Колледж сестер Орсолини (1710).
В 1731 году, после смерти Антонио, династия Фарнезе вымерла и Фиденца перешла под контроль Бурбонов, до смерти герцога Фердинанда в 1802 году. В том же году город перешёл во владения французов, которые стремились восстановить город, открывались школы искусств и ремесел. Следуя повелениям Марии-Луизы Австрийской, жены Наполеона, было организовано строительство нового моста через речку Стироне.
Путём голосования городского совета в 1859 году Фиденца была присоединена к савойскому королевству. Первым мэром был Джеймс Ронкей и депутатом — Джузеппе Верди.
Многие молодые добровольцы отправлялись сражаться в первой мировой войне. Те, кто вернулся, ощущали крупную социальную напряженность того времени. В Borgo-San-Donnino зарождается первая коммунистическая партия провинции Пармы, а в следующем году, после убийства фашиста Витторио Бергамаши, первая национальная фашистская партия.
С появлением фашизма, город пережил огромное развитие, началось строительство новых школ, железнодорожной линии Фиденца — Сальсомаджоре, водопровод, бассейн с олимпийскими трамплинами. Кроме того, в 1927 году, согласно королевскому указу, город вновь стал называться Фиденца. В это время произошло экономическое восстановление города.
После бомбардировок 1944 года, 2 — 13 мая, город был почти полностью разрушен. Весной 1945 года нацисты устроили массовое убийство жителей города. Только 26 апреля 1945 года город был освобожден союзниками и в 1960 году был награждён бронзовой медалью за храбрость.

## Чудеса
Легенда рассказывает о разных чудесах, которые произошли в Фиденце. Первое произошло примерно в 296, когда камергер Домнино, доверенное лицо императора Максимиана, подвергся гневу императора так как принял обращение в христианскую веру. Преследуемый римскими солдатами, был схвачен при въезде в город и обезглавлен на мосту через реку Стироне. Согласно легенде, Домнино поднял голову и сделал несколько шагов, прежде чем упасть в том месте, где сегодня стоит собор. Христиане похоронили тело и начали поклоняться преданности этого мученика за веру.
Второе чудо произошло в средние века, когда мост, упомянутый ранее, рухнул, но паломники, пересекавшие его, остались целыми и невредимыми. Это чудо изображено в барельефах собора.
Ещё одно чудо, имеющее отношение к святому Домнину, произошло во время бомбардировок 1944 года: епископский дворец, имеющий общую стену с собором, был полностью разрушен, но собор остался практически нетронутым. Кроме того, в течение того же взрыва была разрушена церковь в квартале Ориола, уцелела лишь тонкая колонна с фреской Девы Марии, которая хранится в данный момент в стене одного из домов, слева от Кафедрального собора.La Madonna del Pilastro di Borgo san Donnino (Fidenza)

## Памятники

### Религиозные здания

#### Кафедральный собор
Собор, безусловно, является самым ценным зданием в Фиденце. Он был построен в двенадцатом и тринадцатом веках вдоль улицы Франчиджена, в романском стиле, в честь святого Домнина. Построен на том месте, где, по преданию, упал святой. Наибольшую ценность представляют части фасада, где можно полюбоваться скульптурами и барельефами, над которыми трудился Бенедетто Антелами. Самые знаменитые Давид и Иезекииля, расположенные слева и справа от главного входа. Барельефы рассказывают о истории святого Домнина, римского солдата, служившего императору Максимиану. Главный вход обрамлен декоративной аркой и охраняется двумя львами. Фасад является незавершенным, сверху можно увидеть лишь заготовку для декораций. Внутри расположены три нефа и два верхних боковых в центральном нефе, где располагались женщины. Правый неф представляет собой часовню 1400 годов, содержащую купель; в крипте под главным алтарем, хранятся склеп и мочи святого мученика. В своё время весь интерьер был украшен, но на данный момент сохранилась фреска лишь с изображением лица прелата, находящаяся в зоне апсиды, сейчас хранится в музее собора. Остальные фрески были потеряны, когда очищали стены в 600 году, чтобы предотвратить распространение чумы. Собор имеет три колокольни: две по обе стороны фасада и одна со стороны апсиды.

#### Церковь Святого Петра
Проектирование церкви Св. Петра было начато в 1602 году архитектором из Фиденцы Мауро Баккини, но завершено лишь в 1613 году. В 1688 году к церкви был пристроен монастырь по проекту того же Банкини где жили монахи-отшельники августинского ордена и в 1805 году был закрыт Наполеоном. Внутри сохранилась мебель в стиле барокко, украшенные стены и декорированные апсиды. Церковь расположена на площади Джоберти, недалеко от Кафедрального собора.

#### Святилище Великой Матери Божьей, церковь Святого Михаила
Впечатляющий комплекс святилища Великой Матери Божией, монастыря иезуитов, церкви св. Михаила и монастыря сестер Орсолини служил входом для людей, приезжающих из Пармы. Церковь святого Михаила была построена в первой половине 500. Считается, что изображение на греческом кресте было сделано в стиле Браманте. В настоящее время церковь не выполняет своей функции, так как не является больше святым местом, но внутри сохранены фрески и каждый год, на Рождество, открывается выставка библейских сцен; тут располагается культурный центр святого Михаила. Все остальные здания в этом районе были построены после сноса башни, которая находилась возле ворот святого Михаила в восточной части города. Святилище Великой Матери Божьей было спроектировано святым отцом Брамиери и строительство длилось около 15 лет (1707—1722). С приходом Наполеона церковь была закрыта для богослужений и только в 1850 году её открыли вновь. Здание состоит из одного нефа, украшенного в стиле барокко, снаружи имеет большой купол и самую высокую колокольню в городе.

#### Ораторий церкви Святого Георгия
В 1900 году ораторий был закрыт для богослужений, сейчас в здании проходят различные выставки. С тыльной стороны колокольной башни была замечательная фреска Георгия Победоносца верхом на лошади, которая сейчас хранится в музее кафедрального собора.

#### Церковь Святой Марии Аннунциаты
Церковь Святой Марии находится в центре города на улице Грамши. Здание достигло своей нынешней формы после трех основных реконструкций: первая, в конце XIV века, когда расширяли церковь, развернули её на 90 градусов. С левой стороны здания можно увидеть следы предыдущего фасада, примерно 1200 года. С 1600 года церковь начинала приобретать свой нынешний облик, и, наконец, в 1970 году работы по удлинению церкви были завершены. Купол изнутри украшен фресками художника Антонио Формаяроли (XVII век).

#### Монастырь капуцинов
В южной окраине города находится монастырь капуцинов, построенный в 1878 году. Внутри находятся гробницы герцогини Генриетты д’Есте, супруги Антонио Фарнезе, и Леопольда Гессен-Дармштадтского, фельдмаршала священной Римской империи, сына принца Филиппа Гессен-Дармштадтского.

## Города-побратимы
- Херренберг (Германия)
- Систерон (Франция)